# Golden Globe 2013

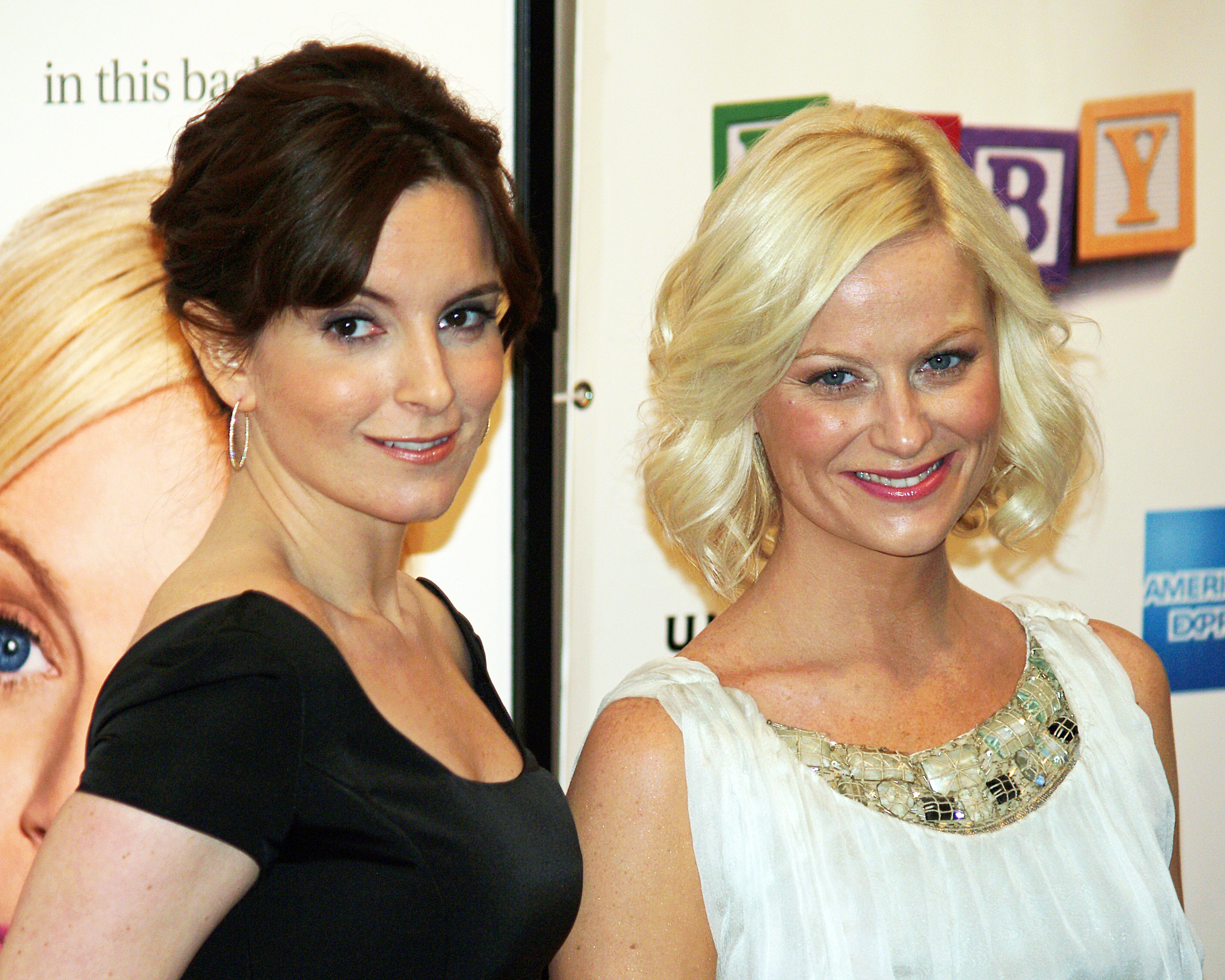
Tina Fey e Amy Poehler, le due conduttrici dell'edizione del 2013 dei Golden Globe.

La 70ª edizione della cerimonia di premiazione dei Golden Globe ha avuto luogo il 13 gennaio 2013 al Beverly Hilton Hotel di Beverly Hills, California, presentata da Tina Fey e Amy Poehler.
Le candidature sono state annunciate il 13 dicembre 2012 da Jessica Alba, Megan Fox e Ed Helms.

## Premi per il cinema
Vengono di seguito indicati in grassetto i vincitori. Ove ricorrente e disponibile, viene indicato il titolo in lingua italiana e quello in lingua originale tra parentesi.

### Miglior film drammatico
- Argo, regia di Ben Affleck
- Django Unchained, regia di Quentin Tarantino
- Lincoln, regia di Steven Spielberg
- Vita di Pi (Life of Pi), regia di Ang Lee
- Zero Dark Thirty, regia di Kathryn Bigelow

### Miglior film commedia o musicale
- Les Misérables, regia di Tom Hooper
- Marigold Hotel (The Best Exotic Marigold Hotel), regia di John Madden
- Moonrise Kingdom - Una fuga d'amore (Moonrise Kingdom), regia di Wes Anderson
- Il lato positivo - Silver Linings Playbook (Silver Linings Playbook), regia di David O. Russell
- Il pescatore di sogni (Salmon Fishing in the Yemen), regia di Lasse Hallström

### Miglior regista
- Ben Affleck – Argo
- Kathryn Bigelow – Zero Dark Thirty
- Ang Lee – Vita di Pi (Life of Pi)
- Steven Spielberg – Lincoln
- Quentin Tarantino – Django Unchained

### Miglior attore in un film drammatico
- Daniel Day-Lewis - Lincoln
- Richard Gere – La frode (Arbitrage)
- John Hawkes – The Sessions - Gli incontri (The Sessions)
- Joaquin Phoenix – The Master
- Denzel Washington – Flight

### Migliore attrice in un film drammatico
- Jessica Chastain – Zero Dark Thirty
- Marion Cotillard – Un sapore di ruggine e ossa (De rouille et d'os)
- Helen Mirren – Hitchcock
- Naomi Watts – The Impossible
- Rachel Weisz – Il profondo mare azzurro

### Miglior attore in un film commedia o musicale
- Hugh Jackman – Les Misérables
- Jack Black – Bernie
- Bradley Cooper – Il lato positivo - Silver Linings Playbook (Silver Linings Playbook)
- Ewan McGregor – Il pescatore di sogni (Salmon Fishing in the Yemen)
- Bill Murray – A Royal Weekend (Hyde Park on Hudson)

### Migliore attrice in un film commedia o musicale
- Jennifer Lawrence – Il lato positivo - Silver Linings Playbook (Silver Linings Playbook)
- Emily Blunt – Il pescatore di sogni (Salmon Fishing in the Yemen)
- Judi Dench – Marigold Hotel (The Best Exotic Marigold Hotel)
- Maggie Smith – Quartet
- Meryl Streep – Il matrimonio che vorrei (Hope Springs)

### Miglior attore non protagonista
- Christoph Waltz – Django Unchained
- Alan Arkin – Argo
- Leonardo DiCaprio – Django Unchained
- Phillip Seymour Hoffman – The Master
- Tommy Lee Jones – Lincoln

### Migliore attrice non protagonista
- Anne Hathaway – Les Misérables
- Amy Adams – The Master
- Sally Field – Lincoln
- Helen Hunt – The Sessions - Gli incontri (The Sessions)
- Nicole Kidman – The Paperboy

### Migliore sceneggiatura
- Quentin Tarantino – Django Unchained
- Chris Terrio – Argo
- Tony Kushner – Lincoln
- David O. Russell – Il lato positivo - Silver Linings Playbook (Silver Linings Playbook)
- Mark Boal – Zero Dark Thirty

### Migliore colonna sonora originale
- Mychael Danna – Vita di Pi (Life of Pi)
- Dario Marianelli – Anna Karenina
- Alexandre Desplat – Argo
- John Williams – Lincoln
- Tom Tykwer, Johnny Klimek e Reinhold Heil – Cloud Atlas

### Migliore canzone originale
- Skyfall (Adele, Paul Epworth) – Skyfall
- For You (Keith Urban e Michael McDevitt) – Act of Valor
- Not Running Anymore (Jon Bon Jovi) – Uomini di parola (Stand Up Guys)
- Safe & Sound (Taylor Swift, Joy Williams, John Paul White, T-Bone Burnett) – Hunger Games (The Hunger Games)
- Suddenly – Les Misérables

### Miglior film straniero
- Amour, regia di Michael Haneke
- Kon-Tiki, regia di Joachim Rønning e Espen Sandberg
- Royal Affair (En kongelig affære), regia di Nikolaj Arcel
- Quasi amici - Intouchables (Intouchables), regia di Olivier Nakache e Éric Toledano
- Un sapore di ruggine e ossa (De rouille et d'os), regia di Jacques Audiard

### Miglior film d'animazione
- Ribelle - The Brave (Brave), regia di Mark Andrews e Brenda Chapman
- Le 5 leggende (Rise of the Guardians), regia di Peter Ramsey
- Frankenweenie, regia di Tim Burton
- Hotel Transylvania, regia di Genndy Tartakovsky
- Ralph Spaccatutto (Wreck-It Ralph), regia di Rich Moore

## Premi per la televisione
Vengono di seguito indicati in grassetto i vincitori. Ove ricorrente e disponibile, viene indicato il titolo in lingua italiana e quello in lingua originale tra parentesi.

### Miglior serie drammatica
- Homeland - Caccia alla spia (Homeland)
- Breaking Bad
- Boardwalk Empire - L'impero del crimine (Boardwalk Empire)
- Downton Abbey
- The Newsroom

### Miglior serie commedia o musicale
- Girls
- Modern Family
- The Big Bang Theory (The Big Bang Theory)
- Episodes
- Smash

### Miglior mini-serie o film per la televisione
- Game Change
- The Girl
- The Hour
- Hatfields & McCoys
- Political Animals

### Miglior attore in una serie drammatica
- Damian Lewis – Homeland - Caccia alla spia (Homeland)
- Steve Buscemi – Boardwalk Empire - L'impero del crimine (Boardwalk Empire)
- Bryan Cranston – Breaking Bad
- Jeff Daniels – The Newsroom
- Jon Hamm – Mad Men

### Miglior attore in una serie commedia o musicale
- Don Cheadle – House of Lies
- Matt LeBlanc – Episodes
- Alec Baldwin – 30 Rock
- Jim Parsons – The Big Bang Theory
- Louis C.K. – Louie

### Miglior attore in una mini-serie o film per la televisione
- Kevin Costner – Hatfields & McCoys
- Benedict Cumberbatch – Sherlock
- Woody Harrelson – Game Change
- Toby Jones – The Girl
- Clive Owen – Hemingway & Gellhorn

### Migliore attrice in una serie drammatica
- Claire Danes – Homeland - Caccia alla spia (Homeland)
- Connie Britton – Nashville
- Glenn Close – Damages
- Michelle Dockery – Downton Abbey
- Julianna Margulies – The Good Wife

### Migliore attrice in una serie commedia o musicale
- Lena Dunham – Girls
- Zooey Deschanel – New Girl
- Tina Fey – 30 Rock
- Amy Poehler – Parks and Recreation
- Julia Louis-Dreyfus – Veep

### Migliore attrice in una mini-serie o film per la televisione
- Julianne Moore – Game Change
- Nicole Kidman – Hemingway & Gellhorn
- Jessica Lange – American Horror Story: Asylum
- Sienna Miller – The Girl
- Sigourney Weaver – Political Animals

### Miglior attore non protagonista in una serie
- Ed Harris – Game Change
- Max Greenfield – New Girl
- Danny Huston – Magic City
- Mandy Patinkin – Homeland - Caccia alla spia (Homeland)
- Eric Stonestreet – Modern Family

### Migliore attrice non protagonista in una serie
- Maggie Smith – Downton Abbey
- Hayden Panettiere – Nashville
- Archie Panjabi – The Good Wife
- Sarah Paulson – Game Change
- Sofía Vergara – Modern Family

## Premi onorari
- Golden Globe alla carriera: Jodie Foster